# 叉膜石蛏
叉膜石蛏（学名：Lithophaga divaricalx）为贻贝科石蜊属的动物。分布于印度西太平洋中部、台湾岛等地，属于暖水性种。其常见于潮间带低潮线附近至潮线下20米深的浅海底以及多穴居于死珊瑚中。该物种的模式产地在澳大利亚。